# Hernán Barcos
Hernán Barcos (Bell Ville, 11 aprile 1984) è un calciatore argentino, attaccante dell'Alianza Lima.
È soprannominato El Pirata ed è un vero e proprio giramondo del calcio internazionale.

## Carriera
Debutta da professionista nel 2003 con il Racing Club de Avellaneda, con cui segna 3 gol. L'anno seguente si trasferisce in Paraguay, al Club Guaraní dove migliora il proprio bottino di gol: 12 in 30 incontri. Nel 2006 viene ingaggiato dal Centro Deportivo Olmedo, club ecuadoriano dove segna 26 gol in 34 partite.
Nell'estate del 2007 si trasferisce in Europa, alla Stella Rossa, tornando quindi in Argentina, all'Huracán. All'inizio del 2009 viene ceduto, sempre in prestito, ai cinesi dello Shanghai Shenhua; qui gioca qualche spezzone di partita segnando 3 gol e a metà stagione viene ceduto allo Shenzen Ruby con i quali vince il titolo di capocannoniere del campionato.
Nei primi mesi del 2010 viene acquistato dall'LDU Quito. In Ecuador va a segno nelle prime cinque partite contribuendo alla vittoria dello scudetto del 2010 e della Recopa Sudamericana.
Dopo l'esperienza Colombiana, che durerà sino al 2012 e condita da 64 presenze e 38 reti, si trasferisce in Brasile indossando le maglie del Palmeiras (2012-13) e del Gremio (2013-2015), realizzando 37 reti in 98 gare disputate. Nel 2016 ritorna in Cina vestendo la maglia del Tianjin, collezionando 29 presenze condite da ben 15 reti. La stagione successiva lo vede indossare prima la maglia dello Sporting Lisbona e poi quella del Velez. Il 2017 lo vede protagonista del campionato colombiano, indossando nuovamente la casacca del LDU Quito dove rimarrà sino al 2018. Nel torneo 2018/2019 vola in Brasile per vestire la maglia del Cruzeiro; mentre la parte finale del 2019 lo rivede protagonista in Colombia; ma stavolta indossando i colori del Nacional di Medellin. Nel 2020, invece, vola in Bangladesh per rafforzare la squadra del Bashundhara Kings. Ad ottobre dello stesso anno, invece, approda in Italia per vestire la maglia del FC Messina di Rocco Arena. In Sicilia, però causa problemi di tesseramento, e non riuscirà mai a disputare un incontro. A gennaio del 2021 vola in Portogallo, dove viene richiesto dal Portimonense; anche in questo caso non riuscirà a debuttare nel massimo campionato lusitano. Un mese dopo, infine, viene tesserato dall'Allianza Lima, società calcistica peruviana della massima serie.

## Palmarès

### Club

#### Competizioni nazionali
- Campionato ecuadoriano: 1

LDU Quito: 2010
- Coppa del Brasile: 2

Palmeiras: 2012
Cruzeiro: 2018
- Campionato peruviano: 2

Alianza Lima: 2021, 2022

#### Competizioni internazionali
- Recopa Sudamericana: 1

LDU Quito: 2010

### Individuale
- Equipo Ideal de América: 1

2011
- Capocannoniere del campionato ecuadoriano: 1

2017 (21 reti)